# 阿部主計
阿部 主計（あべ かずえ、1909年5月22日 - 2006年6月27日）は、日本の随筆家、翻訳家。日本推理作家協会名誉会員。 

## 略歴
東京都生まれ。1927年に東京高等師範学校附属中学校（現・筑波大学附属中学校・高等学校）を卒業。
慶應義塾大学国文科卒業。

## 著書
- 『妖怪学入門 日本の妖怪・幽霊の歴史』（雄山閣出版） 1968
- 『伝統話芸・講談のすべて』（雄山閣出版） 1999.3

## 翻訳
- 『びっこのカナリヤ』（E・S・ガードナー、早川書房） 1956、のち改題文庫化『カナリヤの爪』
- 「ハロウビー館のぬれごと」（ジョン・K・バングズ、早川書房、世界探偵小説全集『幻想と怪奇 第2』収載） 1956
- 「デイキンスン夫人の秘密」（ニック・カーター、早川書房、世界探偵小説全集『名探偵登場 第1』主催） 1956
- 「奇妙な跡」（バルドイン・グロルラー、東京創元社、世界推理小説全集『世界短篇傑作集 第1』収載） 1957
- 「茶の葉」（E・ジェプスン, R・ユーステス、東京創元社、世界推理小説全集『世界短篇傑作集 第1』収載） 1957
- 「爪」（ウィリアム・アイリッシュ、東京創元社、世界推理小説全集『世界短篇傑作集 第2』） 1957
- 『変身』（アーサー・マッケン、 新人物往来社、怪奇幻想の文学 第2） 1969
- 『音のする家』（M・P・シール、新人物往来社、怪奇幻想の文学 第4） 1970
- 『天外消失』（クレイトン・ロースン、早川書房、世界ミステリ全集18） 1973